# Ratpenat de ferradura de Roux
El ratpenat de ferradura de Roux (Rhinolophus rouxii) és una espècie de ratpenat de la família dels rinolòfids. Viu a la Xina, l'Índia, Myanmar, Nepal i Sri Lanka. El seu hàbitat natural són en coves, buits de grans arbres en els boscos humits de fulla perenne, els pous no utilitzats, antics edificis en ruïnes i temples al sud d'Àsia. No hi ha cap amenaça significativa per a la supervivència d'aquesta espècie, tot i que està afectada per la pertorbació de les coves pel turisme.